# Церит
Церит (англ. cerite, нем. Zerit m) — минерал, гидроксилсиликат церия с кальцием островного строения. Назван по имени малой планеты (астероида) Цереры (W. Hisinger, J. J. Berzelius, 1804). Синонимы — лантаноцерит, церит кремнистый, охроит.

## Описание
Формула:
- 1. По Е. К. Лазаренко: (Ca,Fe)2 (TR)8 [SiO4]7•3H2O.
- 2. По К. Фрей, Г. Штрюбелю и З. Х. Циммеру: (Ce,Ca)9(Mg,Fe)Si7(O,OH,F)28.
- 3. По «Fleischer’s Glossary» (2004): Ce9Fe(SiO4)6(SiO3OH) (OH)3.

Содержит (%): CaO — 2,0; FeO — 2,0; Ce2O3+(Dy, La)2O3 — 67,0; SiO2 — 17,0; H2O — 12,0.
Сингония тригональная (моноклинная, гексагональная). Дитригонально-скаленоэдричный вид.
Формы выделения: короткопризматические кристаллы, сплошные зернистые массы, плотные мелкозернистые агрегаты.
Плотность 4,65-4,91. Твёрдость 5,0-6,0.
Цвет коричневый (грязно-коричневый), жёлтый, красный (вишнево-красный), серый. Блеск жирный.
Хрупкий. Излом неровный, осколочный.
Найден в гнейсах, аплитах, щелочных пегматитах, карбонатных жилах.
Сопутствующие минералы: ортит, монацит, торит, бастнезит.

## Распространение

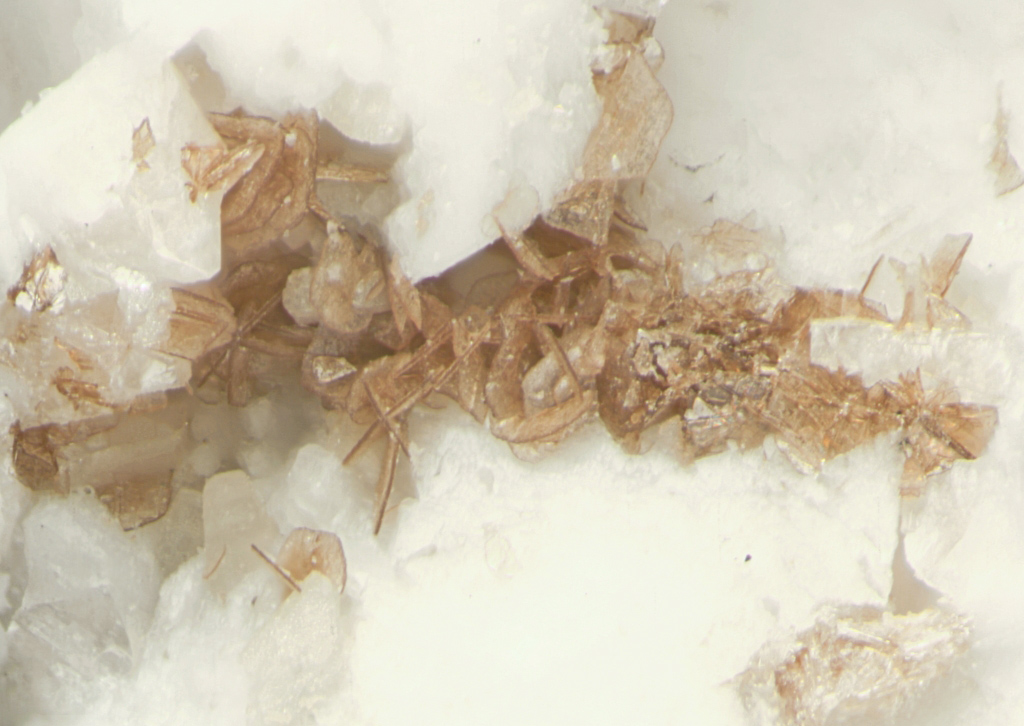
Самородок церита, найденный в Квебеке

Встречается на рудниках Бастнес у Риддархиттона (Вестманланд, Швеция), шт. Калифорния, Колорадо (США), шт. Квинсленд (Австралия), в России. Очень редкий.